# アーロン・スワーツ
アーロン・スワーツ（英語: Aaron Swartz、1986年11月8日 - 2013年1月11日）は、アメリカ合衆国のプログラマ、ライター、政治活動団体設立者、インターネットハクティビスト。またRSSが普及するための技術的な基盤を作った人物でもある。
スワーツは、RSS（ウェブフィード・フォーマット）や、web.py（ウェブアプリケーションフレームワーク）を開発した人物で、Reddit（ソーシャルニュース）の元共同経営者の1人だった。スワーツは、社会学や市民的な覚醒に関心を持ち、社会正義を求める積極行動主義（アクティビズム）にも熱心だった。2010年にローレンス・レッシグが責任者を務めるハーバード大学のエドモンド J. サフラ研究所の研究員になり、組織不正について研究した。スワーツは、オンライン海賊行為防止法案（SOPA）に対する反対運動で知られる、オンライン・グループのデマンド・プログレスを創設し、積極行動主義グループのルートストライカーやAvaazで活動し、雑誌「ザ・バフラー」にも寄稿していた。
2011年1月6日、スワーツは、論文データベースのJSTORから学術雑誌の記事をダウンロードした計画的な犯行に関与したとして、連邦当局に逮捕された。連邦検事は、最終的に通信詐欺2件とコンピュータ詐欺および不正利用防止法の違反11件により、スワーツを起訴した。これは最長で35年の懲役刑、100万ドルの罰金と資産没収、損害賠償、保護観察の可能性がある罪だった。
罪に問われてから2年後の2013年1月11日、ブルックリン区のクラウン・ハイツにあるアパートで、スワーツが首を吊って死んでいるのが発見された。

## 生涯と業績

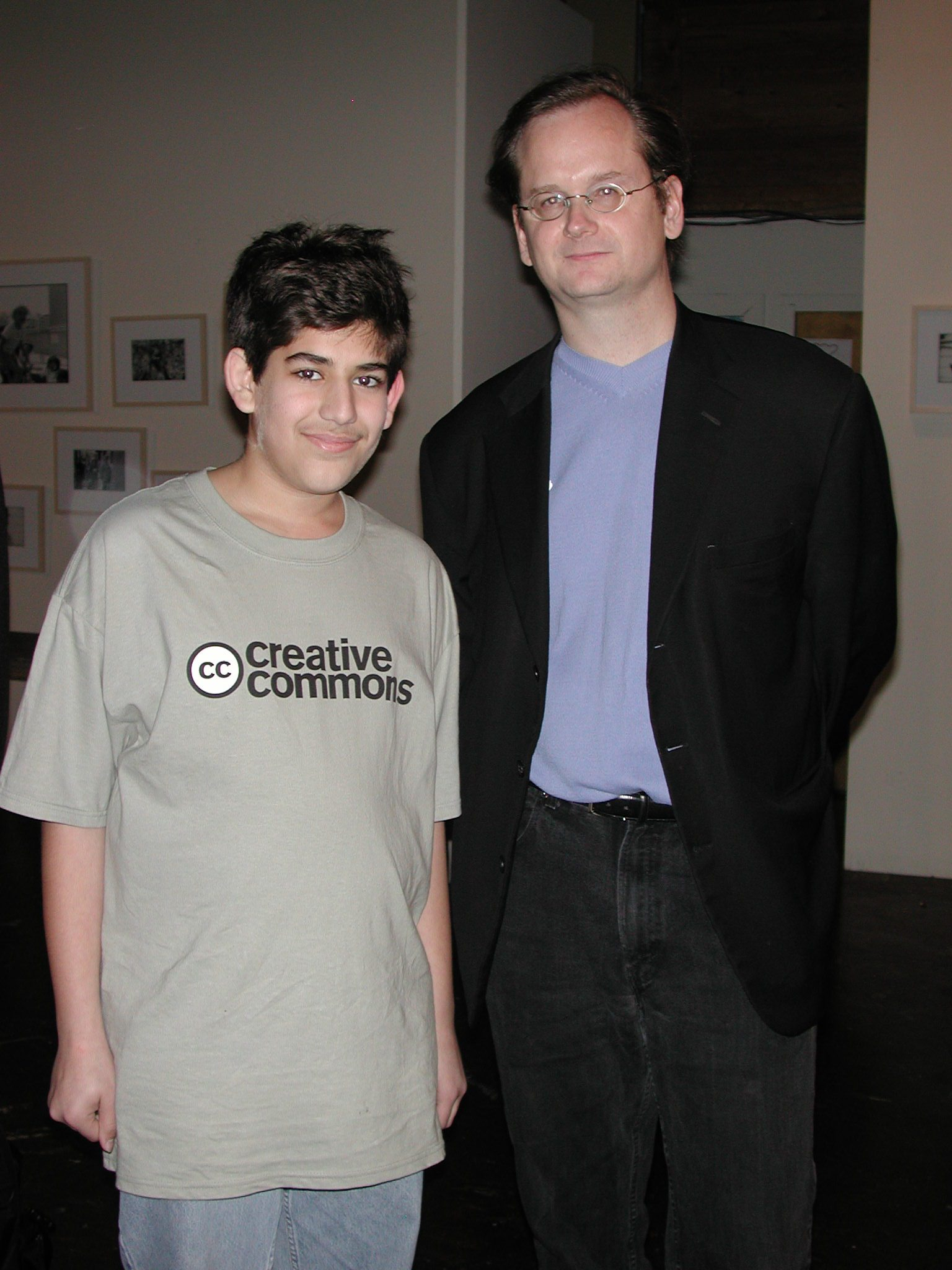
15歳のスワーツ（2002年）とローレンス・レッシグ、クリエイティブ・コモンズの昼食会にて

スワーツは、スーザン・スワーツとロバート・スワーツ夫妻の息子として、アメリカ合衆国のイリノイ州シカゴで在米ユダヤ人として生まれた。父親がソフトウェア会社を創業していたこともあり、スワーツは、黎明期からコンピューターやプログラミングやインターネット、インターネット文化にどっぷりと浸かっていた。13歳の時に、ArsDigita賞を受賞した。これは、「有益で、教育的で、協同的な」非営利のウェブサイトを作成する若者の競技会で、受賞者はマサチューセッツ工科大学（MIT）へ行って、インターネット界の有名人と会うことができた。14歳の時、スワーツは、RSS 1.0を立案するワーキング・グループのメンバーになった。Yahoo! Newsの記者、ヴァージニア・ヘファーナンによると、スワーツは、「フリーカルチャー運動の賛同者で、絶え間なく活動し、代償を求めなかった」。スワーツは、イリノイ州ウィネッカにある ノースショア・カントリー・デイスクール（小規模な通学制の私立学校）に通った。

### W3C
スワーツは、World Wide Web Consortium (W3C)のRDFコア・ワーキンググループの委員となり、RDF/XMLのメディア型を定義するRFC 3870を立案した。メディア型とは、ファイル・フォーマットの表現方法を決めて、ソフトウェアがフォーマットを識別できるようにするための符号である。例えば、Multipurpose Internet Mail Extensions（MIME）は、電子メールの画像データの表現方法を決めて、メールソフトがデータを識別し、画像付きのメールを表示できるようにした。スワーツたちが作ったRFC3870は、RDFをXML形式で表現すると決めて、ウェブブラウザやフィードリーダーがRDFを識別できるようにするためのメディア型である。この仕様により、asahi.comがRSSで見出しの配信を始めたり、ウェブサイトのプッシュ配信が本格化した。ただし、RDFは、単なるRSSではなく、セマンティック・ウェブを目指した技術であり難解だったために、その後のRSSでは使用されなくなった。

### Markdown
Markdownは、広く使用されている軽量マークアップ言語の1つで、文法が難しいXHTMLやHTMLを簡単に記述することができる。スワーツは、その作者であるジョン・グルーバーの協力者として知られている。

### InfogamiとReddit
その後、スワーツはスタンフォード大学に入学したが1年で退学し、ソフトウェア会社のInfogamiを起業した。これは、Yコンビネータが主催する夏季起業プログラムで創業した最初のスタートアップ企業だった。Yコンビネータのプログラムで、スワーツは、wikiプラットフォームのInfogamiを始め、後にweb.pyやOpen Libraryのウェブサイトで採用された。しかし、スワーツは、前進するには協同創業者が必要だと感じ、さらにYコンビネータの主催者たちがInfogamiにRedditと合併するように勧めたので、2005年11月にそれが実行された。Redditは、当初は収益を得ることが難しいと思われていたが、その後流行し、月に数百万人の利用者が訪れるようになった。2006年後半に、数ヶ月の交渉を経て、Redditはコンデナスト・パブリケーションズに買収された。これは雑誌「WIRED」の発行会社であったため、スワーツは自分の会社と共にサンフランシスコに移住したが、すぐに解雇された。
2007年9月、スワーツは、シモン・カールセンと、wiki型のオンラインメモ帳サービスのJottitを立ち上げた。2010から2011年の間、スワーツは、ローレンス・レッシグの在籍する、ハーバード大学のエドモンド J. サフラ研究所で組織不正を研究する研究員になった。また、スワーツは、Python用のWebアプリケーションフレームワーク web.pyの作者でもあった。

### 積極行動主義
2008年に、スワーツは、Watchdog.netを創設した。これは、「牙を持った政治を良くするウェブサイト」で、政治家に関する情報を集めて、視覚化していた。スワーツは、「デマンド・プログレス」の創設者の1人でもあった。 これは、市民的な自由や政治改革などの問題について「国会などの指導者達に連絡をとったり、圧力運動に資金援助したり、主張を広める行動をする」ために、人々をネット上に組織する圧力団体である。
コリイ・ドクトロウの小説『ホームランド』のあとがきで、スワーツは「これら（政治的なハクティビスト）のツールは、動機や才能がある人なら誰でも利用できる。（中略）今やシステムを変えられるかどうかは、あなた次第だ。（中略）私の助けが必要なら教えて欲しい」と書いている。

#### Stop Online Piracy Act (SOPA)

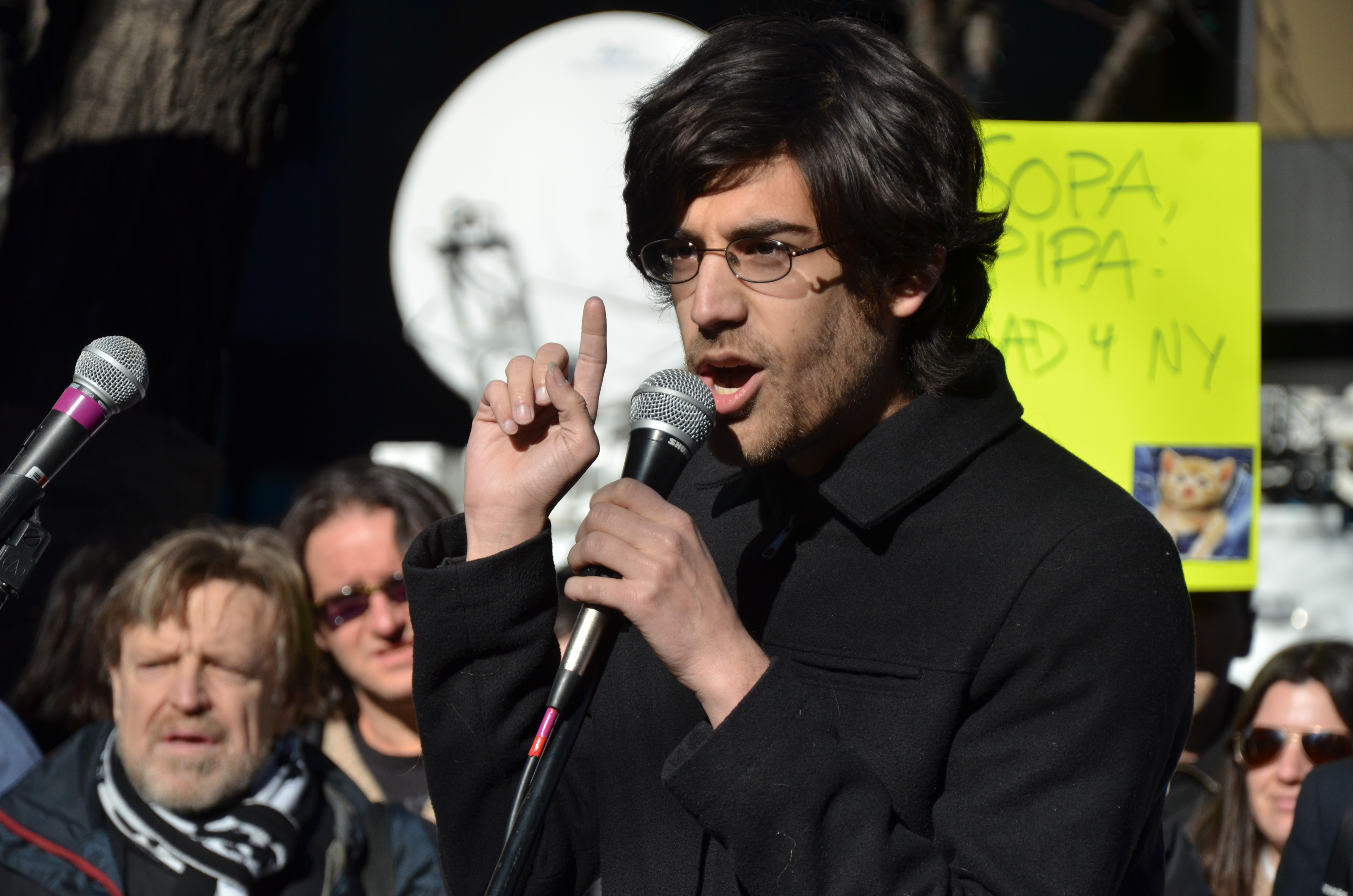
オンライン海賊行為防止法案 (SOPA)に抗議するスワーツ（2012年）

スワーツは、オンライン海賊行為防止法案  (SOPA)の法案通過を阻止する運動に加わった。この法案は、インターネットの著作権侵害と戦うための法律だが、著作権侵害で訴えられたウェブサイトを合衆国政府が安易に停止する根拠になると批判されていた 。

法案通過を阻止した後、「Freedom to Connect 2012」（FC2）で、スワーツは基調演説を行った。これは2012年5月21日にワシントンDCで行われたイベントであり、演説の題名は「いかにして我々はSOPAを阻止したか」である。スワーツは、次のように聴衆に訴えた。
この法案は…全てのウェブサイトを停止し、アメリカの人々が特定のグループと通信することを全面的に止めてしまいました。…私は全ての友人に伝えました。私たちは、ウェブサイトを立ち上げて、夜を徹して待っています。新しいグループの名は、「デマンド・プログレス」です。極めて不健全なこの法案に反対するオンライン請願を行います。…私たちは…30万人の署名を集めました。私たちは、議員団と会って嘆願を行いました。法案が満場一致で通過…しそうになったその時、突然に審議は止まりました。ロン・ワイデン上院議員が…法案を留め置いたのです。
そして、スワーツは次のように続けた。「私たちはこの戦いに勝ちました。その理由は、皆さん一人ひとりが自分自身の物語のヒーローになったからです。皆さんはきわめて重大な、この自由を守るために役割を果たしました」。スワーツは、11万5000サイト以上の、電子フロンティア財団がインターネット史上最大と評した、おびただしい数のウェブサイトが白紙化などを行って、法案に抗議した歴史を振り返った。また、スワーツは、ThoughtWorksが主催したイベントにも出席した。

### ウィキペディア

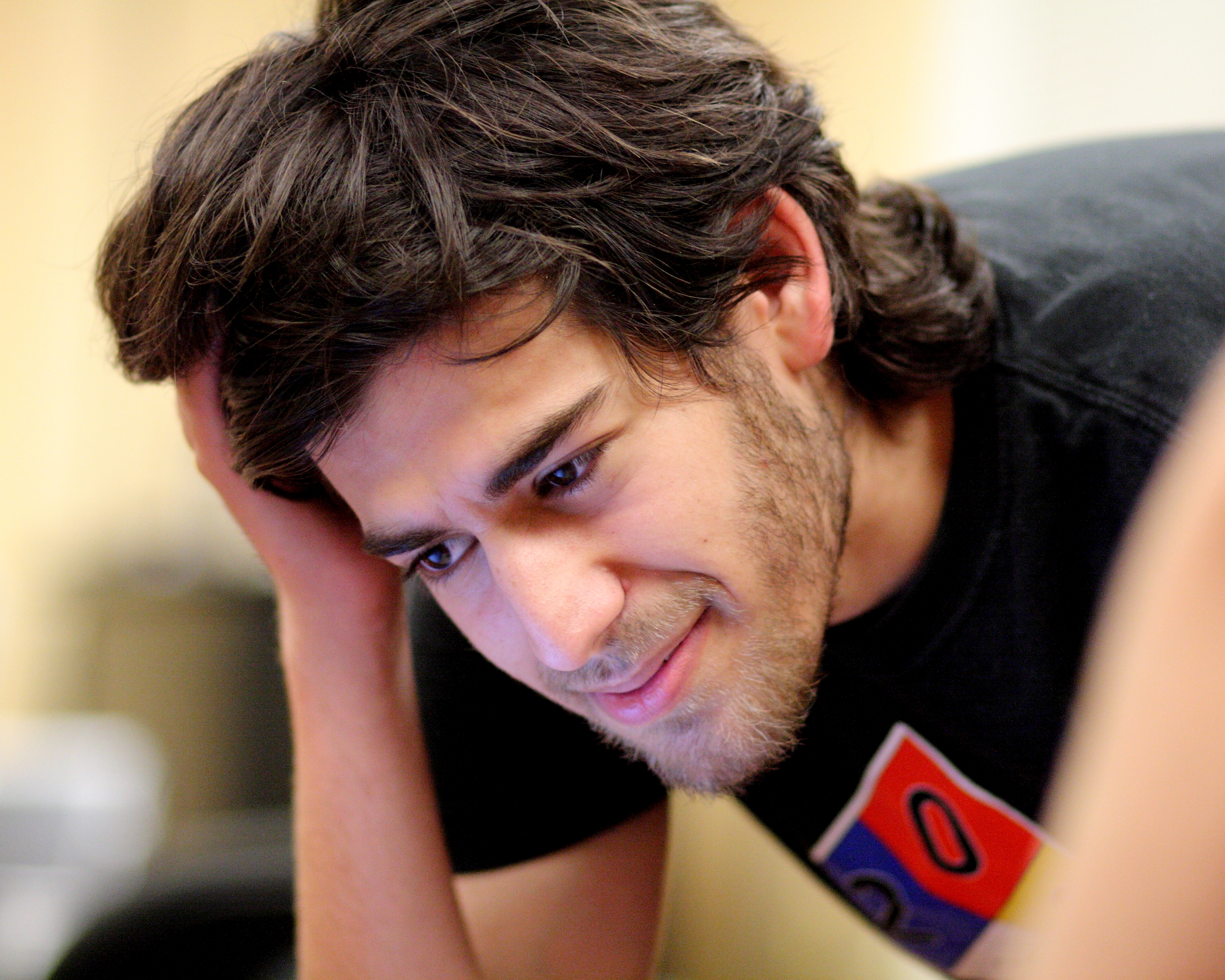
ウィキペディア・ミートアップ・ボストンのスワーツ（2009年）

スワーツは、ウィキペディアのボランティア編集者だった。2006年、スワーツはウィキメディア財団の役員会に立候補したが、落選した。そのとき、スワーツはウィキペディアの記事がどのように書かれているのかを分析し、実際のコンテンツは万単位のたまに執筆する人や、ほとんど執筆をしない「部外者」に由来し、500人から1000人の常連編集者がスペルや形式の間違いを修整する傾向があると結論付けた。スワーツによると「形式を整える人が執筆する人を助けていて、その逆ではない」。スワーツは、無差別に選んだ複数の記事の編集履歴の分析によって、ウィキペディアの創業者であるジミー・ウェールズの意見を否定する結論を下した。ウェールズは、常連編集者の中心的なグループがほとんどの記事を書いていて、その他に数千の協力者が居て、形式を整えていると思っていた。ウェールズは総編集回数を計測していたが、スワーツはある記事に1人の編集者が追加した文字の総数を計測することで結論にたどり着いた。スワーツの分析はブログで発表され、ウィキメディア財団の役員会に選出されるための資料の1つになった。

### アメリカ議会図書館
2006年頃、スワーツはアメリカ議会図書館の図書目録の完全なデータを入手した。図書館はこれにアクセスするために料金を請求していたが、行政書類であることから、アメリカ合衆国の著作権法で保護されていなかった。そこで、スワーツはOpen Libraryにデータを公開して、これを自由に使えるようにした。

### ウィキリークス
2010年12月27日、スワーツは、ウィキリークスに情報を漏らしたとして逮捕されたチェルシー・マニング（ブラッドリー・マニング）の処遇の調査を情報公開法（FOIA）に基づいて請求した。2013年1月21日、ロシア・トゥデイは、ウィキリークスがTwitterを通じて出した声明について報じた。声明の内容は、スワーツがウィキリークスを支援していたこと、2010年11月からジュリアン・アサンジと連絡を取っていたことだった。

## 捜査と起訴

### PACER
2008年、スワーツは、連邦裁判所の訴訟情報公開システム PACER(Public Access to Court Electronic Records) から約20％に当たるデータをダウンロードして公表した。このデータベースはアメリカ合衆国連邦裁判所の書類データベースで、合衆国裁判所事務局が管理していた。
ハフィントン・ポストの報道によると、スワーツは、「課金サービスの外から利用できるように、PACERシステムから裁判所の公的書類をダウンロードした。その動きはFBIの注意を引いたが、書類は事実上公開されてあったとして、最終的に告訴しない決定がなされた」。
PACERは、1ページにつき8セントの情報料を請求した。非営利団体のPublic.resource.orgを創設したカール・マラマッドは、政府が作成した書類には著作権が適用されないので、情報料は無料であるべきだと主張した。また、ニューヨーク・タイムズは、料金は「裁判所が技術に再投資するために使われるが、裁判所の報告書によると、システムは1億5000万ドルの黒字だった」と報道した。PACERが使用している技術は「甲高い音がする電話モデムを使った時代遅れの設計で、金儲けと継ぎ接ぎだらけのおんぼろシステムの壁の向こうに、国の法律制度がおかれていた」。マラマッドは、仲間の活動家に合衆国第七控訴裁判所図書館に行って、PACERシステムの無料トライアルで裁判所の書類をダウンロードし、公開するために自分に送るように要請した。
マラマッドの檄文を読んだ後、スワーツは、シカゴの合衆国第七控訴裁判所図書館に行ってPerlスクリプトをインストールした。2008年9月4日から20日にかけて、スワーツは、約1800万件の書類にアクセスしてクラウドコンピューティングサービスにアップロードした。彼がマラマッドのPublic.resource.orgに公開した書類は、1985万6160ページに及んだ。
2008年9月29日、合衆国政府印刷局（GPO）は、プログラムの「評価が終了するまで」無料の試用制度を中止した。スワーツはその後FBIに捜査され、事件は2ヵ月後に不起訴で終了した。スワーツは情報公開法に基づいた請求をFBIに行っていたため、捜査の詳細を知っていた。そして、FBIの反応を「いつも酷く混乱していて、FBIがユーモアのセンスに欠けていることを示している」と表現していた。PACERは今でも1ページあたりの料金を請求するが、消費者にはMozilla FirefoxのRECAPプラグインを使って、文書を保存して無料公開することができる。

2013年にインターネットアーカイブでスワーツを偲ぶ会が行われた。スワーツの協力者のカール・マラマッドは、PACERに対する彼らの努力を以下のように回想した。
私たちは、2000万ページの…裁判所の文書を…ペイ・ウォールから運び出しました。私たちは（彼らによる）プライバシー侵害がはびこっていることを見つけました。未成年の子供の名前や、情報提供者の名前、…
…私たちはその結果を31箇所の地方裁判所の主任裁判官に送りました。彼らは書類を修整し…書類を持っている弁護士達に警告しました。 合衆国司法会議は自分達のプライバシーポリシーを変更しました。

### JSTOR
JSTORは、論文誌や未発表原稿の内容、電子地図や電子的にスキャンされた植物標本を収蔵して、ネット上で配布する電子図書館である。スワーツは、ハーバード大学の研究員だったので、JSTORの使用権を持っていた。加えて、MITの「オープンキャンパス」の訪問者は、ネットワーク上でJSTORにアクセスすることが認められていた。
州当局および連邦当局によると、2010年後半から2011年前半の数週間で、スワーツは多数の学術雑誌の論文をJSTORからMITのコンピューターネットワークを通じてダウンロードした。当局者は、スワーツがラップトップ・パソコンを通信コントロール用の配線クローゼットの中にあるネットワークスイッチに接続して、ファイルをダウンロードしたと語った。
ブログメディア「Slate」の犯罪記者で、「コロンビア・ジャーナリズム・レビュー」の編集者のジャスティン・ピーターズによると、配線クローゼットの扉には鍵が掛かっていなかった。
2011年1月6日、スワーツはハーバード大学のキャンパスの近くで、犯行目的でビルへ不法侵入した罪により2人のMITの警察官と合衆国シークレットサービスによって逮捕された。州検事らはスワーツを連邦裁判所に起訴した後に、罪状を取り下げた。

ハーベイ・シルバーグレート弁護士によると、この種の事件に詳しい弁護士がスワーツに対し、マサチューセッツ州ミドルセックス郡の地区検事はスワーツの事件を「厳重注意」と「監視なしの執行猶予」で済ませるつもりだと伝えた 。彼がCNETのデクラン・マクラーフに説明したところによると
このような処分では、起訴は評決なし（「監視なし」）に停止（「執行猶予」）される。被告人は数ヶ月間から数年間は執行猶予で、それ以上の法的なトラブルを起こさなければ、起訴は却下されて被告人に犯罪記録は付かない。これがスワーツ逮捕時の弁護士の予想であった。
「悲劇が起きた」と、シルバーグレートは「マサチューセッツ・弁護士ウィークリー」に書いた。「連邦検事局が事件を引き継ぐとメッセージを送ってきたのだ」。

#### 告発と起訴
2011年7月19日、起訴手続きの為の連邦大陪審が開かれた。スワーツは保護されたコンピューターの損傷を意に介さずに情報を不法に取得したことにより、通信詐欺とコンピュータ詐欺および不正利用防止法の違反で起訴された。告発によると、スワーツはMITのコンピューターネットワークにラップトップ・パソコンを不正に接続して、「keepgrabbing.py」と言うスクリプトを実行し、JSTORから膨大な量の記事を急速にダウンロードできるようにした。担当検事はスワーツの行為には、文書をP2Pファイル共有サイトで利用できるようにする意図があったと述べた 。
スワーツは当局に出頭し、全ての訴えに対して無罪を主張し10万ドルの保釈金を払って釈放された。彼の逮捕後に、JSTORはスワーツのアクセスは権限の無い方法で行われた「著しい誤用」だが、彼に対して民事訴訟をするつもりはない」と言う声明を出した。一方、MITは事の成り行きに対して何のコメントも出さなかった。
「ニューヨークタイムズ」はこの事件について「尊敬すべきハーバードの研究員で、インターネットの住民のヒーローでもある人物が、記事を無料で入手できる権利を持っていたにもかかわらず、違法にダウンロードしたという申し立てに基づき、コンピューター・ハッキングの罪によりボストンで逮捕された」と報じた。
スワーツが創設したデマンド・プログレスのデイビッド・シーガルは「図書館で大量の本の貸し出し手続きをした容疑で、誰かを刑務所に送ろうとするような物だ」と述べた。シーガルはのちに自分のコメントは一般論について言及したもので、スワーツに対する申し立ての詳細に対してではないと述べた。また「自分はスワーツが倫理や政府のことに深い関心を持っている人物だと知っている」が「申し立てられたことについては知らない」とも語った。
連邦検事補のステファン・ヘイマンとスコット・ガーランドは主席検察官で、連邦検事のカルメン・オルティズの監督の下で働いていた。
この事件はコンピューター詐欺および不正利用防止法の問題である。この法律は1986年に成立したもので、情報を盗んだり混乱させるためにコンピューターにアクセスしたり、コンピュータの機能を破壊したりするハッカーを政府が起訴しやすいようにしている。オルティズ曰く、「量刑としては最大35年の懲役、3年間の保護観察、盗品の返還、財産の没収と最大100万ドルの罰金になるだろう」。
その後検察は、追起訴（優先起訴）してもし裁判で有罪を宣告されると、スワーツに懲役刑が下される可能性があると発表した。ジョージ・ワシントン大学教授のオリン・ケールは、法律ブログの「ヴォロック・コンスピレシー」の中で、スワーツの事件で量刑が最大になる可能性は低いという意見を述べた。

2013年1月12日、スワーツの弁護団に雇われたコンピュータ法科学者のアレックス・スタモスは、JSTOR事件で提出するために作成した鑑定書の要約版をネットに投稿した。その内容は
もしアーロンが生きていて、私が予定通りに鑑定証言に立って、アーロンの行動が「間違っている」か検察官に尋ねられたら、アーロンは「軽率」だったと表現した方が良いと答えると思う。同様に、歴史の入門書を探すために図書館にある全ての本の貸し出し手続きをするのも、軽率でしょう。沢山のファイルをWi-Fi共有でダウンロードしたり、ウィキペディアを高速にクロールしたりするのも軽率ですが…そういった行為は若者が何年も付けまわされたり、35年の懲役刑の判決を受ける可能性を生むようなものではありません。

#### 司法取引
スワーツの弁護士のエリオット・ピーターズによると、検察官たちはスワーツが死去する2日前に「裁判を避けたいと思うなら、スワーツは刑務所に6ヶ月入って、13の罪状について罪を認める必要があるだろう」と告げた。
スワーツの最初の弁護士であったアンディ・グッドがボストン・グローブに語った所によると、「苦々しく思うのは、私がヘイマンに、スワーツのガキは自殺する危険があるぞと言った事だ。彼の態度はオフィスでは普通の反応で、特に変わったところは無かったが、彼はこう言った。「大丈夫。私たちは鍵をかけて、彼を閉じ込めます」。私は彼らがアーロンを自殺させたとは言わない。アーロンはどうせやっただろう。私が言いたいのは、彼らは危険性に気づいていたのに、無頓着だったという事だ」。
マーティー・ウェインバーグは、グッドから事件を引き継いだ弁護士である。彼はもうちょっとで、スワーツが服役しないで済むように司法取引を取り付けられるはずだった。「JSTORはサインした」と彼は言った。「しかしMITがしなかった」。
スワーツの死後すぐに、JSTORは「450万件以上の記事」を無料公開すると発表した。このサービスは2週毎に3つの記事を、オンラインで読めるようにして、有料でダウンロードできるようにした。
スワーツの死後、検察はスワーツに対する起訴を取り下げた。オルティズ連邦検事は「この事件の申し立てと審理において、この検事局は適切に運営されていた…検事局は申し立てられた行為と釣りあった適切な量刑を探していた。量刑としては、我々は警備体制が厳しくない刑務所で6ヶ月間の判決を勧めただろう…この検事局が法律で許される最大の量刑を求めていたことは無いし、スワーツ氏の弁護士にそうすると言ったことも無い」とコメントした。。

#### 検察の理論的根拠と反応
連邦検事のオルティズは2011年の起訴後に、「盗みは盗み、使ったのがコンピューターの命令であろうが、カナテコであろうが、取ったのが書類だろうが、データだろうが、お金だろうが関係ない」と力説した 。
コロンビア大学ロースクールのティム・ウー教授はザ・ニューヨーカーで、「検察官達が公僕として忘れていたのは、彼らの仕事は無理やり裁判をしてどんな犠牲を払ってでも勝つことではなく、刑法の絶大な力を使って、実害から国民を守るという事だ」と記した。
2013年1月15日、ジョージ・ワシントン大学のオリン・ケール教授は、法律ブログの「ヴォロック・コンスピレシー」に、「ここにもたらされた罪状は、優秀な連邦検事なら誰でも起訴する程度」と記した。デューク大学の法律学教授のジェームズ・ボイルは、1月18日のハフィントン・ポストのコラムで、「私はオリンの主張は…いつになく…やや一方的だと思う。私は…彼は…事実を軽視するか無視する傾向があると思う」と答えた。1月20日、ケール教授は再び「ヴォロック・コンスピレシー」で、アクセス権を超えただけの場合に対する刑罰の削除を含む、コンピューター詐欺および不正利用防止法の改定を提案した。
ジョン・ディーン（前ホワイトハウス法律顧問）は法律ブログ「justia.com」で、「私の連邦検事や検事補の友人が言うには検事の中には心ないものもいるという。悲しいことに私たちに多くのものを与えてくれた天才であるアーロンはそのような者にやられてしまった。彼らは良心的で公正に連邦法を遵守してはいない。むしろ、彼らはアーロン・スワーツのような不幸な人々を恥知らずに叩いて興奮している典型的な権威主義的な性格の持ち主だ」とコメントした。
スタンフォード大学のStanford Center for Internet and Societyの自由人権ディレクターのジェニファー・グラニックはスワーツを弁護し、彼が起訴された法律の適用範囲にも異議を唱えた。

## 死
2013年1月11日の朝、ブルックリンのクラウンハイツの集合住宅で、スワーツが死んでいるのを恋人が見つけた。 ニューヨーク市監察医務局の女性報道官によると、スワーツは自分で首をつっていた。遺書は発見されなかった。
スワーツの家族と恋人は追悼ウェブサイトを作って声明を発表した。「彼は自分の金儲けではなく、インターネットと世界をより公正に、より良い場所にするために、プログラマーや技術者としての並外れた腕前をふるった」。

友人であり、時には擁護者でもあり、スワーツの起訴を比例原則の濫用と呼んでいたローレンス・レッシグはスワーツに弔辞を送り、
なぜアーロン・スワーツは重罪犯のレッテルを貼られなければならなかったのか、合衆国政府は理由を述べる必要がある。それは18ヶ月に渡る交渉で、スワーツがどうしても受け入れる事が出来ない事だった。
作家のコリイ・ドクトロウは、彼の小説『ホームランド』で、「反体制の政治キャンペーンの草の根運動を組織する為に、有権者について今手に入れることが出来る情報を主人公がどのように利用できるか説明する所で、スワーツからアドバイスを貰った」。
ドクトロウはスワーツへの弔辞の中で、「アーロンには政治的な洞察力と技術的な腕前、人々や問題点に対する思考力という誰にも負けない組み合わせがあった。私は彼がアメリカ（や世界）の政治に革命を起こせると思っている。彼の遺産でまだそれが出来ると思う」と述べた。
スワーツの葬儀が2013年1月15日に、イリノイ州ハイランドパークのセントラル・アベニュー・シナゴーグで催された。World Wide Webの発明者の一人であるティム・バーナーズ＝リーは葬儀に弔辞を送った。
1月19日、数百人がクーパー・ユニオンのザ・グレート・ホールで執り行われた追悼式に参列した。演説に立ったのは、ベン・ウィクラー、オープンソースの提唱者のドク・サールズ、クリエイティブ・コモンズのグレン・オーティス・ブラウン、ジャーナリストのクイン・ノートン、オーケー・ゴーの歌手のダミアン・クーラッシュ、イェール大学名誉教授のエドワード・タフテ、チャリティー評価団体「ギブ・ウェル」のホールデン・カルノフスキー、作家でデヴィッド・フォスター・ウォレスの研究者でもあるトム・チャレラ、ThoughtWorks のロイ・シンハム、フリーダム・コネクトのデイビッド・アイゼンバーク、デマンド・プログレスのデイビッド・シーガル、スワーツの恋人のタレン・スティンブリックナー・カウフマンだった。
1月24日、サンフランシスコのインターネットアーカイブで追悼式があり、ジャーナリストのダニー・オブライエンとアーロンの恋人のタレン・スティンブリックナー・カウフマン、リサ・レインズ、電子フロンティア財団の上級テクノロジストのセス・スコーエン、ピーター・エッカースレイ、オライリーメディアの創業者のティム・オライリー、モリー・シャッファー・ヴァン・ハウエリング、アレックス・スタモス、インターネット法の弁護士のシンディー・コーン、インターネットアーカイブの創設者のブリュースター・ケールとパブリックドメインの提唱者のカール・マラマッドが演説を行った。
もう1つの追悼行事が2013年2月4日にワシントンD.C.の キャピトル・ヒルにあるキャノン下院議員会館で催された。上院議員のロン・ワイデン、下院議員のダレル・アイサ、 アラン・グレイソン、ジャレッド・ポリスなどが演説を行った。列席した議員には、上院議員のエリザベス・ウォーレン、下院議員のゾーイ・ロフグレンとジャン・シャコウスキーなどが居た。「権力に立ち向かえ」とアイサは言った。「情報アクセスは人権です」。

## 事件の余波

### 家族の反応と批判
1月12日、スワーツの家族と恋人が声明を発表し、検察官とMITを批判した。
スワーツの父親ロバート・スワーツは、MITのコンピューターラボの知的財産コンサルタントで「この件に対する大学の取り扱いはMITの通常の手続きとかけ離れていると思っていて、憤慨している」と報じられている。息子の葬式で、ロバートは「（アーロン）は政府に殺された。MITは全ての基本理念に背いた」と語った。
ミッチ・ケイパーが声明をTwitterに投稿すると、カルメン・オルティズの夫のトム・ドーランが応じて、スワーツの家族を批判した。「自分の息子の命日に、彼の死の責任を他人のせいにして、6ヶ月の提案があったことを言わないのは、本当に信じられない」。
このコメントは批判的な反発の引き金となった。雑誌エスクァイアの政治ブロガーであるチャーリー・ピアスもその1人で、「彼女の夫と彼女の擁護者達が饒舌に、刑務所で「たった」6ヶ月と片付けたことは、刑務所の警備が緩かろうが厳しかろうが、我らの検察官どのが当時考えた方法がひどく具合の悪い何かだったことをよりいっそう示している」。

## 略歴
- 1986年11月 - 商用UNIX「Coherent」の製作会社のオーナーの息子として誕生[117]
- ノースショア・カントリー・デイスクールに入学[注釈 2]
- 2000年 - 13歳の時にwiki アプリケーションの「get.info」を製作し[118]、ArsDigita賞を受賞。12月にRSS 1.0がリリースされた
- 2001年 - 学校を卒業後に[118]、ウェブ製作のためにRSSやRDFの勉強をして[118]、RDFコア・ワーキンググループに参加
- 2002年 - クリエイティブ・コモンズのXMLアーキテクチャーの開発に参加[119]
- 2004年 - RFC3870が完成。スタンフォード大学に入学
- 2005年9月 - Y コンビネータの招きに応じて[118]、大学二年生でInfogamiを創業
- 2005年11月 - InfogamiをRedditと合併し、共同経営者になった[注釈 3]
- 2006年1月 -  web.pyを公開[120]
- 2006年9月 - ウィキメディア財団の役員会に立候補し、研究論文をブログで発表[注釈 4]
- 2006年10月 - Redditを売却し[121]、雑誌WIREDに就職したが、すぐに退社[注釈 5]
- 2006年 - アメリカ議会図書館の有料図書目録を無断公開
- 2007年 - Internet Archiveの設立者と協力して、世界中の全ての本をフリーなwikiに集める為に[118]、Open Libraryを設立[31]
- 2007年9月 - Jottitを開発[118]
- 2008年 - Watchdog.netを設立
- 2008年9月 - 連邦裁判所の有料データベースPACERの情報を無断公開し、FBIの捜査を受けた
- 2010年 - ハーバード大学のエドモンド J. サフラ研究所の研究員になり、翌年まで在籍。同年、デマンド・プログレスを創設[注釈 6]
- 2010年9月 - 学術論文データベースのJSTORのデータを大量にダウンロードした。使用権は持っていたが、ダウンロードした方法と量が問題視された
- 2010年12月 - 情報公開法に基づいて、ブラッドリー・マニングの調査を請求した。ジュリアン・アサンジの協力者だったとの噂もある
- 2011年1月 - JSTOR事件で逮捕
- 2011年7月 - JSTOR事件で起訴
- 2011年10月 - 下院司法委員会にSOPAが提出された
- 2012年5月 - 「Freedom to Connect 2012」でSOPAの勝利演説
- 2013年1月 - 自殺
- 2013年2月 - 公判開始の予定（中止）[1]